# Palmar de Varela
Palmar de Varela – miasto w Kolumbii, w departamencie Atlántico.